# Nationalpark Niedersächsisches Wattenmeer
Nationalpark Niedersächsisches Wattenmeer blev oprettet i 1986 og omfatter de Østfrisiske Øer, vadehavet og marsken mellem havbugten Dollart og grænsen til Holland mod vest, og fra Cuxhaven til Elbens sejlrende mod øst. Nationalparken er omkring 345.800 ha stor. Nationalparkadministrationen ligger i Wilhelmshaven. Nationalpark Niedersächsisches Wattenmeer hører sammen med Nationalparkerne Schleswig-Holsteinisches Wattenmeer, Hamburgisches Wattenmeer og det hollandske vadehav til UNESCOs liste over verdensnaturarv, og er også et biosfærereservat (Biosphärenreservat Niedersächsisches Wattenmeer).

## Naturen
Naturtyperne der beskyttes i nationalparken er især Vader, Sandbanker, saltenge, sandstrande, klitterne og flodmundingerne ud i Nordsøen. Særlig opmærksomhed er der på den for vadehavet typiske flora ogfauna.
Kysten til norsøen er usædvanlig flad, og havbunden falder nogle steder kun få centimeter pr. kilometer. To gange i døgnet fører højvandet sand, ler og silt ind i vadehavsområdet. Kysten er præget af sandklitter opbygget af vinden
Vadehavet er efter den Tropiske regnskov det næstmest produktive økosystem, målt på mængde levende biomasse. I vadehavet findes kiselalger, snegle, orme, muslinger og rejer. En typisk beboer i sandvaden er sandorm, der lever i sit uformede rør under vandoverfladen.
Op til 4.000 dyre- og plantearter har specialiseret sig til at leve i vadens usædvanlig næringsrige biotop. For eksempel lever gravænder af vandsnegle, som findes i store mængder. Den op til 180.000 fugle store nordvesteuropæiske population af gravænder tilbringer fældningstid mellem juli og september i vadehavet. Også omkring 200.000 Edderfugle fælder her; omkring 1.000 edderfuglepar yngler i området, de fleste på øen Amrum.
Samtidig er vadehavet rasteområde for nordiske fugle på træk og passeres i træksæsonen af 10–12 millioner vadefugle, gæs, andefugle måger.
Så sandbankerne kan man se sæler og på strandengene ses klyder og terner. Typiske planter i klitterne er Sand-Hjælme, der med deres rødder fastholder klitterne. 

## Øer i nationalparken
Nationalpark omfatter også de Østfrisiske øer, Borkum, Lütje Hörn, Memmert, Juist, Norderney, Baltrum, Langeoog, Spiekeroog, Wangerooge, Minsener Oog og Mellum (fra vest mod øst).